# Комаровка (Великомихайловский район)
Комаровка (укр. Комарівка) — село, относится к Великомихайловскому району Одесской области Украины.
Население по переписи 2001 года составляло 221 человек. Почтовый индекс — 67111. Телефонный код — 8-04859. Занимает площадь 0,51 км². Код КОАТУУ — 5121682201.

## Местный совет
67111, Одесская обл., Великомихайловский р-н, с. Комаровка, ул. Школьная, 1